# Denis O’Leary
Denis O’Leary (ur. 22 stycznia 1863 w Manhasset, zm. 27 września 1943 w Sunnyside w Nowym Jorku) – amerykański polityk, członek Partii Demokratycznej.

## Działalność polityczna
W okresie od 4 marca 1913 do rezygnacji 31 grudnia 1914 przez jedną kadencję był przedstawicielem 2. okręgu wyborczego w stanie Nowy Jork w Izbie Reprezentantów Stanów Zjednoczonych.